# Making History
《Making History》는 1984년 2월 아일랜드 레코드를 통해 발매된 자메이카 출신 영국의 시인 린턴 퀘시 존슨의 네 번째 정규 음반이다.

## 노래
〈New Craas Massahkah〉는 뉴크로스 주택 화재에 대해 다루고 있다.

## 발매
《Making History》는 1984년 2월 아일랜드 레코드를 통해 발매되었다. 영국 음반 차트에서 73위를 기록하였다.

## 평가
| 발매 당시 점수 | 발매 당시 점수 |
| 평가 점수      | 평가 점수      |
| 출처           | 점수           |
| -------------- | -------------- |
| 레코드 미러    | [ 3 ]          |
| 빌리지 보이스  | A              |
| 사운즈         | [ 5 ]          |

《Making History》가 발매된 후 평론가들은 대부분 음반을 호평하였으며, 특히 보벨의 기여에 찬사를 보냈다. 음반에 만점을 주며 "내가 들어본 가장 중요한 레게 음악"이라고 극찬한 사운즈의 에드윈 파운시는 린턴의 음악과 보벨의 프로듀싱이 함께 진일보해 레게 음악을 한 단계 더 나아가게 했으며, 경기 침체 및 레게의 지나친 상업화로 인한 불황에서 아스와드와 함께 이 문제에 대한 유일한 긍정적 희망을 보여준다고 언급하였다. 파운시와 비슷하게 로버트 크리스트가우도 빌리지 보이스에서의 평론에서 "데니스 보벨의 편곡은 린턴 퀘시 존슨의 자의식적 파트와가 가진 본질적 곡조를 새로운 차원의 음악성으로 이끌었다"고 묘사하였다. 뉴욕 타임스의 로버트 팔머는 보벨이 가사의 억양에 따른 직접적인 멜로디를 그려내는 방식을 채택함으로써 멜로디가 시를 안팎으로 엮어낸다고 표현했다.
| 발매 이후 점수                | 발매 이후 점수  |
| 평가 점수                     | 평가 점수       |
| 출처                          | 점수            |
| ----------------------------- | --------------- |
| 대중음악 백과사전             | [ 7 ]           |
| 롤링 스톤 앨범 가이드         | (1992) · (2004) |
| 스핀 얼터너티브 레코드 가이드 | 8/10            |
| 올뮤직                        | [ 11 ]          |

뉴 뮤지컬 익스프레스의 찰스 샤르 머리는 음반의 일부가 지닌 언어의 깊이, 지적 능력 및 정교함이 과거의 작품을 훨씬 뛰어넘었다며, 3년 동안 녹음을 중단하고 많은 성장을 이루어낸 결과라고 보았으며, 이후 올해의 음반 16위로 《Making History》를 선정했다. 가디언의 로빈 덴슬로도 고요한 분노, 가사의 질, 음악과 시가 혼합된 방식 모두 과거에 존슨이 해왔던 것과 쉽게 어우러진다 긍정적인 반응을 보였다. 보스턴 글로브는 《Making History》를 음악적으로 가장 완성된 존슨의 음반이라 평하며 그 요인이 금관악기와 키보드의 멜로디의 존재라고 추측하였다. 반면 레코드 미러의 사이먼 힐스는 다소 미온적인 반응을 보였다. 특히 가사에 대해 "의심할 여지 없이 심장에서 나왔지만 마음에서 우러나온 것인지는 의심"되며, 춤을 추거나 이야기를 나누는 등의 적극적인 행위보단 그저 앉아서 들어야 하는 수동적인 청취 지향의 방식을 지적했다.
시간이 지나도 《Making History》는 여전히 호평을 받았다. 올뮤직의 존 두건은 "만약 당신이 존슨의 음반을 한 장만 사야할 때 가져야 할 음반"이라며 "분주한 금관악기 소리와 그 어느 때보다 박력 있는 리듬"이 있으나 강렬하고 서정적인 가사를 손상시키지 않는다고 극찬했다. 1992년과 《롤링 스톤 앨범 가이드》에서 존슨의 음악을 리뷰한 데브 셜록은 "존슨의 음악적 자신감과 더불어 사회적 의식이 발전했다"며 별 네 개로 평가하였지만, 2004년 개정판에서는 별 반 개가 하향되었다. 작가 R. J. 휘튼은 트립합을 다룬 자신의 책에서 보벨이 만들어낸 《Making History》의 베이스와 스포큰 워드의 특징을 미루어보았을 때 매시브 어택과 트리키와 같은 가사를 전달하는 방식의 색다른 선구자라고 평했다.

## 트랙 리스트
1. Di Eagle an' di Bear – 4:14
2. Wat About di Working Claas? – 5:12
3. Di Great Insohreckshan – 4:02
4. Making History – 4:19
5. Reggae fi Radni – 4:24
6. Reggae fi Dada – 4:50
7. New Craas Massahkah – 6:30

## 참여진
크레딧은 음반의 라이너 노트에서 발췌했다.
| - 린턴 퀘시 존슨 – 작사·작곡, 프로듀싱 덥 밴드 - 데니스 보벨 – 베이스, 프로듀싱 - 리처드 스티븐스 – 드럼 - 존 크피아예 – 기타 - 파제트 킹 – 키보드 - 닉 스트레이커 – 신시사이저 - 패트릭 테니예 – 트럼펫 - 헨리 테니예 – 트롬본 - 조프리 스캔틀베리 – 퍼커션 - 토니 유타 – 기타 퍼커션 - 에버럴드 포레스트 – 기타 퍼커션 | 기타 - 데니스 보벨 – 녹음 엔지니어, 믹싱 - 마틴 렉스 – 녹음 엔지니어 - 고드윈 로기 – 오버더빙 & 믹싱 엔지니어 - 스티븐 스트리트 – 오버더빙 & 믹싱 엔지니어 - 존 덴트 – 마스터링 - 피터 애시워스 – 사진 - 브루노 틸리 – 아트 디렉션 |

## 참고
1. ↑  음반의 라이너 노트에서는 1978년 포엣 앤 더 루츠의 명의로 발매한 《Dread Beat an' Blood》를 기점으로 1979년 《Forces of Victory》, 1980년 《Bass Culture》를 잇는 네 번째 정규 음반으로 보았으며, 1980년에 발매한 《LKJ in Dub》은 '덥' 음반('dub' album)이라고 칭하였다.[1]

### 참고 자료
라이너 노트
- 《Making History》 (LP 라이너 노트). 린턴 퀘시 존슨. 아일랜드. 1984년. ILPS 9770.

신문 및 잡지
- 힐스, 사이먼 (1984년 4월 7일). “LINTON KWEI JOHNSON: 'Making History'” (PDF). 《레코드 미러》. 21쪽. 2023년 6월 23일에 원본 문서 (PDF)에서 보존된 문서. 2023년 12월 21일에 확인함 – worldradiohistory.com 경유.
- 크리스트가우, 로버트 (1984년 5월 29일). “Christgau's Consumer Guide”. 《빌리지 보이스》. 2023년 7월 8일에 원본 문서에서 보존된 문서. 2023년 12월 21일에 확인함.
- 파운시, 에드윈 (1984년 2월 25일). “KWESI KUTS”. 《사운즈》. 27쪽.
- 머리, 찰스 샤르 (1984년 2월 25일). “LINTON's HISTORY CLAAS”. 《뉴 뮤지컬 익스프레스》. 31쪽.
- 팔머, 로버트 (1984년 5월 23일). “The Pop Life: The Audience for Rappers Broadens”. 《뉴욕 타임스》. C24면. 2015년 5월 24일에 원본 문서에서 보존된 문서. 2023년 12월 22일에 확인함.
- 카라스, 매티 (1984년 5월 17일). “Records”. 《보스턴 글로브》. 7면  – newspapers.com 경유.
- 덴슬로, 로빈 (1984년 2월 23일). “Wimps' lament”. 《가디언》. 12면  – newspapers.com 경유.
- “NME VINYL FINALS”. 《뉴 뮤지컬 익스프레스》. 1984년 12월 22–29일. 38–39쪽.

웹
- “MAKING HISTORY by LINTON KWESI JOHNSON”. 오피셜 차트 컴퍼니. 2023년 8월 30일에 원본 문서에서 보존된 문서. 2023년 12월 25일에 확인함.
- 두건, 존. “Making History - Linton Kwesi Johnson”. 올뮤직. 2023년 6월 15일에 원본 문서에서 보존된 문서. 2023년 12월 22일에 확인함.

서적
- 라킨, 콜린 (2007년). 〈Johnson, Linton Kwesi〉. 《The Encyclopedia of Popular Music》 5판. 뉴욕: 옴니버스 프레스. 760–761쪽. ISBN 978-1-84609-856-7 – 인터넷 아카이브 경유. (가입 필요).
- 콜먼, 마크 (1992년). 〈Linton Kwesi Johnson〉.   드커티스, 앤서니; 헨크, 제임스. 《Rolling Stone Album Guide》 3판. 뉴욕: 랜덤 하우스. 374–375쪽. ISBN 0-679-73729-4 – 인터넷 아카이브 경유. (가입 필요).
- 셜록, 데브 (2004년). 〈Linton Kwesi Johnson〉.   브래켓, 네이선; 호드, 크리스천. 《The New Rolling Stone Album Guide》 4판. 뉴욕: 파이어북스. 436–437쪽. ISBN 0-7432-0169-8 – 인터넷 아카이브 경유. (가입 필요).
- 웨이스바드, 에릭; 마크스, 크레이그, 편집. (1995년). 《Spin Alternative Record Guide》. 뉴욕: 빈티지 북스. 202쪽. ISBN 0-679-75574-8.
- 휘튼, R. J. (2022년). 《Trip-Hop》. 뉴욕: 블룸즈버리. ISBN 978-1-5013-7360-2.